# Лопушно (гміна)
Гміна Лопушно (пол. Gmina Łopuszno) — місько-сільська гміна у східній Польщі. Належить до Келецького повіту Свентокшиського воєводства.
Станом на 31 грудня 2011 у гміні проживало 9059 осіб.

## Територія
Згідно з даними за 2007 рік площа гміни становила 176.81 км², у тому числі:
- орні землі: 52.00%
- ліси: 42.00%

Таким чином, площа гміни становить 7.87% площі повіту.

## Населення
Станом на 31 грудня 2011:
| Опис     | Загалом | Загалом | Чоловіки | Чоловіки | Жінки | Жінки |
| -------- | ------- | ------- | -------- | -------- | ----- | ----- |
| одиниця  | осіб    | %       | осіб     | %        | осіб  | %     |
| все      | 9059    | 100     | 4563     | 50.37    | 4496  | 49.63 |
| міське   | 0       | 100     | 0        |          | 0     |       |
| сільське | 9059    | 100     | 4563     | 50.37    | 4496  | 49.63 |

## Сусідні гміни
Гміна Лопушно межує з такими гмінами: Красоцин, Малоґощ, Мнюв, Пекошув, Радошице.